# Ajuterique
Ajuterique est une municipalité du Honduras, située dans le département de Comayagua. Elle est fondée en 1550. La municipalité d'Ajuterique comprend 36 hameaux et les 10 villages suivants :
- Ajuterique
- El Misterio
- Playitas
- San Antonio del Playón
- San Rafael
- El Sifon
- Aldea
- El Pacon
- Los Terreros
- Playoncito

## Source de la traduction
- (en)/(es) Cet article est partiellement ou en totalité issu des articles intitulés en anglais « Ajuterique » (voir la liste des auteurs) et en espagnol « Ajuterique » (voir la liste des auteurs).